# مادوگالا
مادوگالا (به لاتین: Madugalla) یک منطقهٔ مسکونی در سری‌لانکا است که در استان مرکزی (سری‌لانکا) واقع شده‌است.